# Binnenvaartpolitiereglement
Het Binnenvaartpolitiereglement (BPR) bevat de verkeersregels voor de Nederlandse binnenwateren. Zo staan hierin de borden en overige verkeerstekens vermeld, de te voeren verlichting, tekens en geluidsseinen voor vaartuigen, en de voorrangs- en uitwijkregels op het water. Het BPR werd als wet vastgesteld op 26 oktober 1983 en vormt de opvolger van het vaarreglement (1965-1984). Het is laatstelijk op 1 juli 2010 grondig gewijzigd; de laatste herziening dateert 18 december 2024.
Het BPR geldt voor iedereen en voor elk vaartuig, zowel voor de beroepsvaart als voor de recreatievaart (inclusief roeiboten en surfplanken). Op grond van het Vaststellingsbesluit Binnenvaartpolitiereglement is het BPR geldig op de openbare wateren van het Rijk die voor scheepvaart openstaan, met uitzondering van:
- Boven-Rijn, de Waal, het Pannerdensch Kanaal, de Neder-Rijn, de Lek. Hier geldt het Rijnvaartpolitiereglement.
- De Westerschelde en haar mondingen. Hier geldt het Scheepvaart Reglement Westerschelde.
- Het Kanaal van Gent naar Terneuzen. Hier geldt het Scheepvaartreglement voor het Kanaal van Gent naar Terneuzen.
- De Gemeenschappelijke Maas. Hier  geldt het Scheepvaartreglement Gemeenschappelijke Maas.
- De Eemsmonding zoals vermeld in het Eems-Dollardverdrag en
- De wateren, die zeewaarts van de lijn vermeld in het tweede lid van artikel 2 van het Vaststellingsbesluit Binnenvaartpolitiereglement liggen. Deze lijn loopt min of meer langs de Nederlandse Noordzeekust en de Waddeneilanden. Hier gelden de Internationale Bepalingen ter Voorkoming van Aanvaringen op Zee, 1972, ook wel Zee Aanvarings Reglement genaamd.

In het werkingsgebied van het reglement moet elk schip een bijgewerkt exemplaar van het geldige Binnenvaartpolitiereglement aan boord hebben. Een exemplaar dat via een elektronisch middel op ieder moment geraadpleegd kan worden is eveneens toegestaan. Uitgezonderd van de verplichting het reglement aan boord te hebben zijn grote schepen zonder bemanningsverblijf en kleine open schepen (Artikel 1.11).

## Verkeerstekens
De verkeerstekens voor op het water zijn onderverdeeld in de categorieën:
- A. Verbodstekens
- B. Gebodstekens
- C. Beperkingstekens
- D. Aanbevelingstekens
- E. Aanwijzingstekens
- F. Bijkomende tekens
- G. Tekens aan kunstwerken
- H. Overige aanduidingen

| A. Verbodstekens                                                                                           | A. Verbodstekens | A. Verbodstekens |
| --- | --- | --- |
| A.1 | In-, uit- of doorvaren verboden (algemeen teken) | of |
| A.1.a | Buiten gebruik gestelde gedeelten van de vaarweg; vaarverbod, niet geldend voor een klein schip zonder motor | |
| A.2 | Voorbijlopen verboden | |
| A.3 | Voorbijlopen verboden voor samenstellen onderling. Het verbod geldt niet, wanneer ten minste een van beide betrokken samenstellen een duwstel is waarvan de lengte en breedte niet meer bedragen dan 110 m respectievelijk 12 m. | |
| A.4 | Ontmoeten en voorbijlopen verboden | |
| A.4.1 | Ontmoeten en voorbijlopen van samenstellen onderling verboden. Dit verbod geldt niet wanneer ten minste een van beide betrokken samenstellen een duwstel is waarvan de lengte niet meer bedraagt dan 110 m en de breedte niet meer bedraagt dan 12 m | |
| A.5 | Verboden ligplaats te nemen (ankeren en meren) aan de zijde van de vaarweg waar het bord is geplaatst. | |
| A.5.1 | Verboden ligplaats te nemen (ankeren en meren) binnen de in meters aangegeven breedte te rekenen vanaf het bord | |
| A.6 | Verboden te ankeren en ankers, kabels en kettingen te laten slepen aan de zijde van de vaarweg waar het bord is geplaatst | |
| A.7 | Verboden te meren aan de zijde van de vaarweg waar het bord is geplaatst | |
| A.8 | Verboden te keren | |
| A.9 | Verboden hinderlijke waterbeweging te veroorzaken | |
| A.10 | Verboden buiten de aangegeven begrenzing te varen | |
| A.11 | In-, uit- of doorvaren, wordt aanstonds toegestaan | |
| A.11.1 | Doorvaren verboden, tenzij de doorvaartopening zo dicht is genaderd, dat stilhouden redelijkerwijs niet meer mogelijk is | (groen flikkerlicht) |
| A.12 | Verboden voor motorschepen | |
| A.13 | Verboden voor kleine schepen | |
| A.14 | Verboden te waterskiën | |
| A.15 | Verboden voor zeilschepen | |
| A.16 | Verboden voor door spierkracht voortbewogen schepen | |
| A.17 | Verboden voor zeilplanken | |
| A.18 | Einde van het vaarweggedeelte waar door snelle motorboten zonder beperking van de snelheid mag worden gevaren | |
| A.19 | Verboden schepen te water te laten | |
| A.20 | Verboden voor waterscooters | |
| B. Gebodstekens                                                                                            | | |
| B.1.a / b                                                                                                  | Verplichting te varen in de richting aangegeven door de pijl | |
| B.2.a | Verplichting zich naar de bakboordzijde van het vaarwater te begeven | |
| B.2.b | Verplichting zich naar de stuurboordzijde van het vaarwater te begeven | |
| B.3.a | Verplichting de bakboordzijde van het vaarwater te houden | |
| B.3.b | Verplichting de stuurboordzijde van het vaarwater te houden | |
| B.4.a | Verplichting het vaarwater over te steken naar bakboord | |
| B.4.b | Verplichting het vaarwater over te steken naar stuurboord | |
| B.5 | Verplichting vóór het bord stil te houden onder bepaalde omstandigheden | |
| B.6 | Verplichting de vaarsnelheid te beperken, zoals is aangegeven (in km/u) | |
| B.7 | Verplichting een geluidssein te geven | |
| B.8 | Verplichting bijzonder op te letten | |
| B.9.a / b                                                                                                  | Verplichting niet het hoofdvaarwater op te varen of over te steken, indien daardoor schepen op het hoofdvaarwater zouden worden genoodzaakt hun koers of snelheid te wijzigen | |
| B.10 | Verplichting zo nodig koers en snelheid te wijzigen ten behoeve van uitvarende schepen (geen verwijzing) | |
| B.11.a | Verplichting gebruik te maken van marifoon overeenkomstig de daartoe bij algemene regeling vastgestelde voorschriften | |
| B.11.b | Verplichting zich te melden op het aangegeven marifoonkanaal | |
| C. Beperkingstekens                                                                                        | | |
| C.1 | Beperkte waterdiepte; eventueel de beschikbare diepte aangegeven in centimeters | |
| C.2 | Beperkte doorvaarthoogte; eventueel de beschikbare doorvaarthoogte aangegeven in meters* | |
| C.3 | Beperkte breedte van doorvaart of vaarwater; eventueel de beschikbare breedte aangegeven in meters | |
| C.4 | Vaartbeperkingen; vraag nadere inlichtingen | |
| C.5 | Het vaarwater bevindt zich op enige afstand van de oever; het op het bord voorkomende getal geeft in meters de afstand aan die de schepen uit de oever dienen te blijven, gerekend vanaf het bord | |
| D. Aanbevelingstekens                                                                                      | | |
| D.1.a | Aanbevolen doorvaartopening (vaste bruggen); doorvaart toegestaan (gesloten beweegbare bruggen) doorvaart uit de tegengestelde richting toegestaan | |
| D.1.b | Aanbevolen doorvaartopening (vaste bruggen); doorvaart toegestaan (gesloten beweegbare bruggen) doorvaart uit de tegengestelde richting verboden | of |
| D.2 | Aanbeveling binnen de aangegeven begrenzing te varen | |
| D.3.a / b                                                                                                  | Aanbeveling te varen in de richting aangegeven door: de pijl | |
| D.3.c | Aanbeveling te varen in de richting aangegeven door: het isofase licht | |
| E. Aanwijzingstekens                                                                                       | | |
| E.1 | In-, uit- of doorvaren toegestaan (algemeen teken) | |
| E.2 | Hoogspanningslijn | |
| E.3 | Stuw | |
| E.4a | Niet-vrijvarende veerpont | |
| E.4b | Vrijvarende veerpont | |
| E.5 | Toestemming ligplaats te nemen (ankeren en meren) aan de zijde van de vaarweg waar het bord is geplaatst | |
| E.5.1 | Toestemming ligplaats te nemen (ankeren en meren) tot ten hoogste de aangegeven breedte, in meters gerekend vanaf het bord | |
| E.5.2 | Toestemming ligplaats te nemen (ankeren en meren) op het gedeelte van de vaarweg, gelegen tussen de aangegeven afstanden, in meters gerekend vanaf het bord | |
| E.5.3 | Toestemming ligplaats te nemen (ankeren en meren) met ten hoogste het aangegeven aantal schepen langszijde van elkaar, aan de zijde van de vaarweg waar het bord is geplaatst | |
| E.5.4 | Toestemming ligplaats te nemen (ankeren en meren) uitsluitend voor duwvaart die geen blauwe kegels of lichten behoeft te voeren, aan de zijde van de vaarweg waar het bord is geplaatst | |
| E.5.5 | Toestemming ligplaats te nemen (ankeren en meren) uitsluitend voor duwvaart die één blauwe kegel of één blauw licht moet voeren, aan de zijde van de vaarweg waar het bord is geplaatst | |
| E.5.6 | Toestemming ligplaats te nemen (ankeren en meren) uitsluitend voor duwvaart die twee blauwe kegels of twee blauwe lichten moet voeren, aan de zijde van de vaarweg waar het bord is geplaatst | |
| E.5.7 | Toestemming ligplaats te nemen (ankeren en meren) uitsluitend voor duwvaart die drie blauwe kegels of drie blauwe lichten moet voeren aan de zijde van de vaarweg, waar het bord is geplaatst | |
| E.5.8 | Toestemming ligplaats te nemen (ankeren en meren) uitsluitend voor andere schepen dan duwvaart die geen blauwe kegels of lichten behoeven te voeren, aan de zijde van de vaarweg waar het bord is geplaatst | |
| E.5.9 | Toestemming ligplaats te nemen (ankeren en meren) uitsluitend voor andere schepen dan duwvaart die één blauwe kegel of één blauw licht moeten voeren, aan de zijde van de vaarweg waar het bord is geplaatst | |
| E.5.10 | Toestemming ligplaats te nemen (ankeren en meren) uitsluitend voor andere schepen dan duwvaart die twee blauwe kegels of twee blauwe lichten moeten voeren, aan de zijde van de vaarweg waar het bord is geplaatst | |
| E.5.11 | Toestemming ligplaats te nemen (ankeren en meren) uitsluitend voor andere schepen dan duwvaart die drie blauwe kegels of drie blauwe lichten moeten voeren, aan de zijde van de vaarweg waar het bord is geplaatst | |
| E.5.12 | Toestemming ligplaats te nemen (ankeren en meren) uitsluitend voor schepen - zowel duwvaart als andere schepen dan duwvaart - die geen blauwe kegels of lichten behoeven te voeren, aan de zijde van de vaarweg waar het bord is geplaatst | |
| E.5.13 | Toestemming ligplaats te nemen (ankeren en meren) uitsluitend voor schepen - zowel duwvaart als andere schepen dan duwvaart - die één blauwe kegel of één blauw licht moeten voeren, aan de zijde van de vaarweg waar het bord is geplaatst | |
| E.5.14 | Toestemming om ligplaats te nemen (ankeren en meren) uitsluitend voor schepen - zowel duwvaart als andere schepen dan duwvaart - die twee blauwe kegels of twee blauwe lichten moeten voeren, aan de zijde van de vaarweg waar het bord is geplaatst | |
| E.5.15 | Toestemming ligplaats te nemen (ankeren en meren) uitsluitend voor schepen - zowel duwvaart als andere schepen dan duwvaart - die drie blauwe kegels of drie blauwe lichten moeten voeren, aan de zijde van de vaarweg waar het bord is geplaatst | |
| E.6 | Toestemming te ankeren aan de zijde van de vaarweg waar het bord is geplaatst | |
| E.7 | Toestemming te meren aan de zijde van de vaarweg waar het bord is geplaatst | |
| E.7.1 | Toestemming te meren voor het onmiddellijk van of aan boord zetten van een auto | |
| E.8 | Plaats om te keren | |
| E.9.a / b / c / d / e / f / g / h / i                                                                      | Het gevolgde vaarwater geldt als hoofdvaarwater ten opzichte van het vaarwater dat daarin uitmondt (geen verwijzing) | |
| E.10.a / b / c / d / e / f                                                                                 | Het gevolgde vaarwater geldt als nevenvaarwater ten opzichte van het vaarwater waarin het uitmondt (geen verwijzing) | |
| E.11 | Einde van een verbod of een gebod geldend voor één richting of einde van een beperking | |
| E.12.a | Voorwaarschuwing. vaste lichten: moeilijkheden vooruit, stoppen indien de voorschriften zulks vereisen. | |
| E.12.b | synchroon brandende isofase lichten: u kunt voorzichtig naderen | |
| E.12.1 | Waarschuwing voor uitvarende of langsvarende schepen | (flikkerlicht) |
| E.13 | Drinkwater voor schepen | |
| E.14 | Telefoon | |
| E.15 | Motorschepen toegestaan | |
| E.16 | Kleine schepen toegestaan | |
| E.17 | Waterskiën toegestaan | |
| E.18 | Zeilschepen toegestaan | |
| E.19 | Door spierkracht voortbewogen schepen toegestaan | |
| E.20 | Zeilplanken toegestaan | |
| E.21 | Snel varen voor kleine motorschepen toegestaan | |
| E.22 | Toegestaan schepen te water te laten (trailerhelling) | |
| E.23 | Marifoonkanaal voor nautische informatie, bijvoorbeeld: kanaal 18. | |
| E.24 | Waterscooters toegestaan | |
| E.25 | Aansluiting voor walstroom beschikbaar | |
| F. Aanbevelingstekens                                                                                      | | |
| Deze tekens kunnen worden aangevuld of verduidelijkt met bijkomende tekens, vermeld onder F                | | |
| F.1 | Afstandsaanduidingen: borden boven het hoofdteken, vermeldende na welke afstand (*)(*) het hoofdteken geldt Voorbeelden: Maximumsnelheid 7 km/u, ingaande na 800 m. / Niet-vrijvarende veerpont na 600 m. | / |
| F.2.a | Richtingaanduidingen: borden naast het hoofdteken, aangevende de richting van het vaarweggedeelte waarop het hoofdteken betrekking heeft. Hierop kan de lengte (in meters, tenzij anders vermeld) van het betreffende traject zijn vermeld. Voorbeelden: Ligplaats nemen toegestaan op het gedeelte tussen de borden / Ligplaats nemen verboden op het gedeelte tussen de borden (afstand van 2 km)                                                                                    | / |
| F.2.b | Richtingaanduidingen: lichtpijl, aangevende de richting waarvoor het hoofdteken (één of meer lichten) geldt. Voorbeelden: Uitvaren haven verboden (teken geplaatst nabij een havenuitgang) / Invaren haven enz. (nog) verboden, wordt aanstonds toegestaan (teken geplaatst langs een vaarweg, nabij een daaraan gelegen haven of vertakking) / Invaren haven enz. toegestaan (teken geplaatst langs een vaarweg nabij een daaraan gelegen haven of vertakking)                        | / |
| F.3 | Aanvullende aanduidingen: borden onder het hoofdteken, waarop een nadere verklaring of aanwijzing is vermeld. Voorbeelden: Versmalling in verband met brugbouw / Geef een lange stoot / Beperkte doorvaarthoogte; beschikbare hoogte verminderd met 1,80 m / Beperkte waterdiepte; de actuele waterdiepte is 2,20 m / Opletten, regeling scheepvaart / Aansluiting voor 400 V~ beschikbaar                                                                                             | / |
| F.4 | Categorie aanduidingen: borden onder het hoofdteken, aangevende de categorie waarvoor het hoofdteken geldt. Voorbeelden: Verplichte vaarrichting, geldend voor motorschepen / Aanbevolen vaarrichting, geldend voor kleine schepen | / |
| G. Tekens aan kunstwerken                                                                                  | | |
| Algemeen: Bij de hierna onder G.1 t/m G.4 genoemde markeringen kunnen de volgende tekens worden toegepast: | | |
| | A.1: hetzij rode vaste lichten / hetzij rood-wit-rode rechthoekige borden | / |
| | E.1: hetzij groene vaste lichten / hetzij groen-wit-groene rechthoekige borden | / |
| | D.1: hetzij gele vaste lichten / hetzij gele ruitvormige borden | / |
| | groene flikkerlichten | |
| G.1 | Vaste bruggen en vaste delen van bruggen (Niet gemarkeerde brugopeningen kunnen op eigen risico worden gebruikt.) | Vaste bruggen en vaste delen van bruggen (Niet gemarkeerde brugopeningen kunnen op eigen risico worden gebruikt.)                                              |
| G.1.a | Begrenzing vaargeulbreedte: verboden buiten de aangegeven begrenzing te varen / aanbeveling binnen de aangegeven begrenzing te varen | / |
| G.1.b | Verboden of aanbevolen doorvaartopening: verboden doorvaartopening / aanbevolen doorvaartopening, tegenliggende vaart mogelijk / aanbevolen doorvaartopening, voor tegenliggende vaart verboden | / |
| G.2 | Beweegbare bruggen (Het kan voorkomen dat de rode en groene lichten slechts aan één zijde van de doorvaartopening (als regel stuurboordzijde) zijn geplaatst.) | Beweegbare bruggen (Het kan voorkomen dat de rode en groene lichten slechts aan één zijde van de doorvaartopening (als regel stuurboordzijde) zijn geplaatst.) |
| G.2.a | Bruggen in bedrijf: doorvaart verboden / doorvaart gesloten brug toegestaan, tegenliggende vaart mogelijk / doorvaart gesloten brug toegestaan voor tegenliggende vaart verboden / doorvaart verboden, wordt aanstonds toegestaan / doorvaart toegestaan / doorvaart verboden, tenzij de doorvaartopening zo dicht is genaderd, dat stilhouden redelijkerwijs niet meer mogelijk is | / |
| G.2.b | Bruggen buiten bedrijf: doorvaart verboden / doorvaart gesloten brug toegestaan, tegenliggende vaart mogelijk / doorvaart gesloten brug toegestaan, voor tegenliggende vaart verboden / doorvaart toegestaan, brug is onbewaakt | / |
| G.3 | Stuwen: doorvaart verboden (stuw gesloten) / doorvaart verboden / doorvaart toegestaan / verboden doorvaartopening (brug over stuw) / aanbevolen doorvaartopening (brug over stuw), tegenliggende vaart mogelijk / aanbevolen doorvaartopening (brug over stuw), voor tegenliggende vaart verboden | / |
| G.4 | Sluizen: Het kan voorkomen dat de rode en groene lichten slechts aan één zijde van de invaart (als regel stuurboordszijde) zijn geplaatst | Sluizen: Het kan voorkomen dat de rode en groene lichten slechts aan één zijde van de invaart (als regel stuurboordszijde) zijn geplaatst                      |
| G.4.1.a | Sluis in bedrijf: invaart of uitvaart verboden / invaart verboden, wordt aanstonds toegestaan / invaart of uitvaart toegestaan | / |
| G.4.1.b | Sluis buiten bedrijf | / |
| G.4.2 | Sluis met beweegbare brug (indien brug niet van aparte seingeving is voorzien) | / |
| G.5 | Hoogteaanduidingen De beschikbare doorvaarthoogte van bruggen of andere overspanningen kan zijn aangegeven door middel van hoogteschalen of hoogteborden. | Hoogteaanduidingen De beschikbare doorvaarthoogte van bruggen of andere overspanningen kan zijn aangegeven door middel van hoogteschalen of hoogteborden.      |
| G.5.1 | Hoogteschaal: Deze is geplaatst aan de stuurboordzijde of aan beide zijden van de doorvaartopening van een kunstwerk. Een hoogteschaal is verdeeld in blokken van 1 meter; afhankelijk van de plaatselijke situatie kan eveneens een onderverdeling in halve meters en decimeters zijn toegepast. | |
| G.5.1.a | Voorhoogteschaal: Deze is op dezelfde wijze uitgevoerd als de hoogteschaal, doch als voorwaarschuwing op enige afstand voor een kunstwerk geplaatst. De naam of aanduiding van dat kunstwerk is meestal boven de voorhoogteschaal vermeld. | |
| G.5.1.b | Referentietekens: Deze tekens geven de plaats van de overspanning aan waarop de aanwijzing van de hoogteschaal betrekking heeft; of wanneer reeds een beperking van de vaargeulbreedte is aangegeven door middel van het teken A.10; of het teken D.2; dan dienen deze als referentietekens. Indien geen referentietekens zijn aangebracht dan heeft de aanwijzing van de hoogteschaal betrekking op het laagste punt van de overspanning binnen het normaal bruikbare breedteprofiel. | of |
| G.5.1.c | Aanduiding overhoogte/onderhoogte: Indien op een bepaald punt van een overspanning meer of minder hoogte beschikbaar is dan de hoogteschaal aanwijst, dan kan dit zijn aangegeven met een teken waarin de betreffende over- of ondermaat in meters is vermeld. | |
| G.5.2 | Hoogtebord: Bij sommige vaarwegen wordt de beschikbare doorvaarthoogte aangegeven op een hoogtebord, dat is aangebracht aan de overspanning. | |
| G.5.3 | Dieptebord: Bij sommige vaarwegen wordt de beschikbare waterdiepte aangegeven op een dieptebord | |
| H. Overige aanduidingen                                                                                    | | |
| H.1.a / b                                                                                                  | Kilometrering: a. Kilometeraanduiding / b. Hectometeraanduiding | / |
| H.2 | Bewegwijzering | Bewegwijzering |
| H.2.1 | Aanduiding hoofddoelen: Hierop kunnen zowel plaatsnamen als vaarwegnamen zijn vermeld. a. Vooraanduiding (vóór een vertakking) / b. Beslissingsaanduiding (ter plaatse van een vertakking) | / |
| H.2.2 | Aanduiding specifieke doelen: Deze verwijzen naar havens, losplaatsen, jachthavens, e.d. a. Vooraanduiding(vóór een vertakking) / b. Beslissingsaanduiding (ter plaatse van een vertakking) | / |
| H.2.3 | Aanduiding omleidingen | |
| H.2.4 | Naamgeving vaarwater of object (haven, brug, sluis, e.d.) | |
| H.3 | Spui- en inlaattekens | Spui- en inlaattekens |
| H.3.a | Er wordt gespuid | |
| H.3.b | Er wordt ingelaten | |
| H.3.c | Er zal weldra worden gespuid/ingelaten en/of ingelaten | |